# تاریخ تصوف
تاریخ تصوف در سه دوره کلی؛ دوره اول: شکل‌گیری و تدوین از آغاز تا پایان قرن پنجم و دوره دوم: گسترش عرفان عملی و کمال عرفان نظری و ادبی تا پایان قرن نهم و دوره سوم: رکود و تطور تصوف و عرفان از قرن دهم تاکنون است.
حقیقت عرفان از ابتدا در اسلام و سیره پیامبر و اهل بیت بروز داشته‌است و بعضی صحابه و تابعین از زهّاد و عبّاد عصر خود بودند اما آنچه به عنوان تصوف شناخته می‌شود به معنی طریقت شناخته‌شده عرفانی پایبند به آدابی ویژه در کنار فرامین شرع است. تصوف از قرن دوم قمری هویدا شد و نخستین کسی که صوفی نامیده شد عثمان بن شریک مشهور به ابوهاشم کوفی (درگذشته ۱۵۰ ق) است و پیش از او نیز کسانی چون حسن بصری (درگذشته ۱۱۰ ق) با توجه به تمسک به آداب طریقت درشمار صوفیان ذکر می‌شود. آداب طریقت در ابتدای تصوف ساده و بیشتر متوجه ریاضت و عزلت و … بوده‌است.

### قرن دوم تا پنجم قمری
دوره اولیه تصوف و عرفان که شکل‌گیری و تدوین آن از آغاز تا پایان قرن پنجم در سه مرحله است.
شکل‌گیری تصوف
مرحله شکل‌گیری در آغاز و بخصوص قرن دوم قمری با توجه به ساحت باطنی شریعت تصوف بی تکلف و زاهدانه شکل با حضور عارفانی چون: ابوهاشم کوفی (درگذشته ۱۵۰ ق)، سفیان ثوری (درگذشته ۱۶۱ ق)، ابراهیم ادهم (درگذشته ۱۶۲ ق)، داود طایی (درگذشته ۱۶۵ ق)، شقیق بلخی (درگذشته ۱۷۴ ق)، رابعه عدویه (درگذشته ۱۸۵ ق)، فضیل عیاض (درگذشته ۱۸۷ ق)، معروف کرخی (درگذشته ۲۰۰ ق) که با توجه به ساحت باطنی شریعت تصوف و عرفان را شکل یافت.
پختگی
مرحله کمال (قرن سوم تا نیمه‌های قرن چهارم) با حضور مشایخ بسیار بزرگی در مصر، شام و خراسان و بخصوص بغداد مانند: ذوالنون مصری، جنید بغدادی، ابو سعید خراز، ابن عطا آدمی، سهل تستری، حکیم ترمذی، و حارث محاسبی به تبیین تصوف و عرفان پرداختند.
قرن سوم قمری، تصوف گسترش یافت و از آداب ساده زاهدانه گذشت و به محبت و خدمت به خلق گرایید و تعینات و ظواهر متعدد طریقت پیدا کرد و ابعاد علمی (متأثر از فلسفه یونانی بخصوص در ارائه مفهومی وحدت وجود) را نیز محکم ساخت. در این قرن صوفیه در قالب یک فرقه و طبقه خاص اجتماعی با آداب خاص طریقت متشکل شدند و از سویی مورد انتقاد شدید فقها و متشرعان بودند. از جمله بایزید توسط متشرعان به عقیده اتحاد و حلاج به اعتقاد به حلول متهم شدند. از بزرگان صوفیه در سده سوم: حارث محاسبی، ذوالنون مصری، سری سقطی، بایزید بسطامی، سهل تستری، جنید بغدادی و حلاج می‌باشند.
تثبیت
مرحله تثبیت (نیمه قرن چهارم و قرن پنجم) که مشایخ عرفان همچون: قشیری سلمی، ابوطالب مکی، هجویری و خواجه عبدالله انصاری به نگارش آثار گذشتگان پرداختند و آموخته‌های عرفان و تصوف را مدون نمودند. طبقات صوفیه سلمی، کشف المحجوب هجویری، کتاب اللّمع ابونصر سراج، قوت القلوب ابوطالب مکی و طبقات الصوفیه خواجه عبدالله انصاری از جمله کتاب‌هایی است که با این هدف نوشته شده‌اند و به ماندگاری عرفان عملی کمک کرد.
قرن چهارم قمری، تصوف بیش از پیش رونق یافت و تبیین حکیمانه تصوف و عرفان توسط ابن سینا و تطبیق آن با شریعت توسط امام محمد غزالی و دیگران و تلطیف آن بوسیله اهل ذوق همراه شد. در این قرن علوم شرعی هم گسترش یافت و در میان صوفیه نیز مرسوم شد؛ و اغلب صوفیه در مباحث کلامی جانب اشاعره را گرفتند. از صوفیان بزرگ قرن چهارم می‌توان به شبلی، ابن خفیف شیرازی، ابونصر سَراج، ابوطالب مکی، ابوعلی دقّاق و … نام برد.

قرن پنجم قمری، تصوف همچنان شاهد گسترش بود و مباحث فلسفی و کلامی از رونق افتاد و اختلافات مذهبی زیاد شد و صوفیه هم از آن دور نماندند. مذهب شیعه نیز با وجود شیخ طوسی و فرقه اسماعیلیه نیز قوت گرفتند. در این قرن چند صوفی و عارف نام‌آور ظهور کردند و کتب معتبری چون احیاء علوم الدین در اخلاق صوفیانه و کشف المحجوب دربارهٔ تصوف نوشته آمد. همچنین افکار صوفیانه در شعر فارسی بخصوص توسط ابوسعید ابی الخیر، خواجه عبدالله انصاری و باباطاهر بیشتر نفوذ یافت. در این قرن خانقاه‌ها و آداب آن و مجلس گفتن گسترش یافت. از ابتدا تا پایان قرن پنجم اکثر صوفیه معروف اهل خراسان بودند. از بزرگان تصوف و عرفان در این قرن: شیخ ابوالحسن خرقانی، ابوسعید ابوالخیر، باباطاهر همدانی، ابوالقاسم قشیری، خواجه عبدالله انصاری، امام محمد غزالی می‌باشند.

### قرن ششم تا نهم قمری
دوره دوم تاریخ تصوف از اوایل قرن ششم آغاز و تا قرن نهم ابعاد پنهان عرفان بیشتر خود را نشان داد و عرفان عملی و فرق گسترده شد و عرفان نظری و ادبی و شیعی مدون شد و به کمال رسید.
ابعاد پنهان
در مرحله نخست این دوره (سه ربع اول قرن ششم) تصوف توسط چهره‌های برجسته‌ای مانند: عین القضات همدانی (م۵۲۵)، خواجه یوسف همدانی (م۵۲۵)، سنایی غزنوی (م۵۴۵)، احمد جام (م ۵۳۶)، ابونجیب سهروردی (م۵۶۳) در تبیین ابعاد پنهان و دیگر عرفان نقش داشتند و عرفان ادبی و ذوقی به صورت رسمی با سنایی آغاز شد و در قرن‌های بعد توسط مولوی، حافظ و دیگران به اوج رسید.
قرن ششم، تصوف ادامه قرن پنجم است اما از مشخصه‌های آن تدوین و توجیه حکمت اشراق بوسیله شیخ شهاب الدین سهروردی است که بر تصوف و عرفان تأثیر شگرف داشت. همچنین در این دوره تعصب در مقابل آزاداندیشی و توجه به مذهب و اول آنست. در این قرن تصوف و عرفان با شعر درآمیخت و بوسیله سنایی و سپس عطار شعر عرفانی نضج یافت. عناد با فلاسفه هم از سوی صوفیه هم متشرعیان بیشتر شد. چندین کتب معتبر مثل اسرارالتوحید و آثار احمد غزالی و عین القضات و شیخ اشراق و ظهور بزرگان عرفان و شیوع تصوف و عرفان و کاربرد همه‌گیر از مصطلحات آن (حتی در آثار شاعران غیر صوفی مانند خاقانی و نظامی) نقطه عطف این سده است. عرفاً و صوفیه به استدلالی کردن اندیشه‌های خود برآمدند چنان‌که در قرن بعد این مهم توسط ابن عربی به کمال رسید. در این سده بدنبال منازعات مذهبی نزاع بین شیعه و سنی چشمگیرتر شد و کتاب النقص در دفاع از تشیع از تأثیرات آنست. انکار صوفیه توسط متشرعان در این قرن هم ادامه یافت و تشدید شد نمونه آن کتاب تلبیس ابلیس از ابن جوزی در رد صوفیه است. در مقابل دفاعیاتی هم له تصوف (مانند صوفی نامه) تألیف شد.
تدوین نظری و ذوقی
مرحله دوم این دوره (ربع آخر قرن ششم تا پایان قرن هفتم) با عارفان نامور و تأثیرگذاری مانند: عطار نیشابوری (م۶۱۸)، مولوی (م ۶۷۲)، روزبهان بقلی (م۶۰۶)، شهاب الدین سهروردی (م۶۸۸) و ابن فارض (م ۶۳۲) عصر طلایی عرفان را ببار نشست. در این دوره عرفان ادبی با مولوی و عراقی و عرفان نظری با محی الدین و شاگردانش به اوج رسید به گونه‌ای که دوره‌های بعدی عرفان بسیار متأثر از فرزانگان این مرحله است.
قرن هفتم، تصوف و عرفان شاهد تلفیق عرفان و حکمت اشراق و تدوین مکتب عرفانی (عرفان نظری) توسط ابن عربی است. خانقاه‌ها رواج بیشتر یافت و طریقه کبراویه و اندیشه اشراقی در آن‌ها چشمگیر بود. یورش مغول در ۶۱۶ ق بود و موجب پراکندگی علما و صوفیه شد و انزواگری افراطی توسط بعضی صوفیه در این دوره شکل یافت و عده‌ای دیگر از بزرگان مانند مولوی و سعدی و فخرالدین عراقی به مسافرت و مهاجرت پرداختند. علاوه بر فصوص ابن عربی کتب دیگری نیز برای علمی کردن تصوف (آثار قونوی، عوارف المعارف سهروردی، مرصادالعباد نجم دایه) تألیف شد. از نیمه دوم سده هفتم چند صوفی و عارف شیعی به ترویج تصوفی متمایز پرداختند. شعر عرفانی توسط سعدی، مولوی، و اوحدالدین کرمانی رشد یافت و مورد اقبال همگانی قرار گرفت. خواجه نصیرالدین طوسی ضمن نقد از قلندران و درویشان لاابالی از مدافعان تصوف (در آثار خود) و بزرگانی چون حلاج و بایزید بود.

از بزرگان صوفیه قرن ششم و هفتم: احمد غزالی، عین القضات همدانی، شیخ احمد جام، سنایی غزنوی، عبدالقادر گیلانی، شهاب الدین یحیی سهروردی (شیخ اشراق)، روزبهان بقلی، شیخ نجم الدین کبری، شیخ عطار، شهاب الدین عمر سهروردی، اوحدالدین کرمانی، ابن عربی، صدرالدین قونوی، مولوی، سعدی، نجم الدین رازی، عزیزالدین نسفی، باباافضل، عبدالسلام کامویی و بهاءالدین مولتانی در هندوستان و ابوالحسن مغربی الشاذلی در شمال آفریقا را می‌توان نام برد.
تصوف شیعی

سقف مقبره شاه نعمت‌الله ولی، ماهان، کرمان

مرحله سوم این دوره (قرن هشتم و نهم) عارفانی مثل: اوحدی مراغه‌ای (م۷۳۶)، علاء الدین سمنانی (م ۷۳۶)، شاه نعمت‌الله ولی (م ۸۳۴)، سید حیدر آملی (متوفای اواخر قرن هشتم) و جامی (م ۸۹۸) که با کوشش عارفانی همچون سید حیدر آملی و …، عرفان به تشیع نزدیک شد.
قرن هشتم، تصوف علمی و مدون مورد توجه قرار گرفت و تصوف به تشیع نزدیک و با تصوف اهل سنت متمایز شد، از صوفیه شیعه، شیخیه جوریه در خراسان (پیروان شیخ خلیفه) و سادات مرعشی در آمل (پیروان میرقوام الدین مرعشی) و صوفیه قزلباش و صفویه (پروان شیخ صفی الدین اردبیلی) از آن جمله‌اند. عرفان ذوقی و شاعرانه بدست حافظ به کمال رسید. تصوف مورد توجه ایلخانان مغول و وزرایشان واقع شد از جمله به کم آن‌ها خانقاهات رو به فزونی رفت اما این امور موجب تظاهر در تصوف و ابتذال آن شد. از مهم‌ترین کتب صوفیه مصباح الهدایه عزالدین محمود کاشانی است.
از عارفان شاعر قرن هشتم: خواجوی کرمانی، اوحدی مراغه‌ای، کمال خجندی، شیرین مغربی، عبدالرزاق کاشانی، علاءالدوله سمنانی و سید علی همدانی می‌باشند.

قرن نهم، تصوف با توجه تیموریان به آن متصوفه و فرق آن فزونی یافت و عمق و کیفیت آن کاسته شد. تصوف بیشتر به تشیع نزدیک شد. شریعت و طریقت به هم آمیخت و علمای دین هم صوفیه و عرفاً موافق و گرایش داشتند. عرفان ذوقی هم ادامه داشت. بعضی مشایخ بزرگ صوفیه متصدی امور شرع هم بودند. اما افراد صوفی نما نیز کم نبودند.

بزرگان صوفیه قرن هشتم و نهم: محمود شبستری، صفی الدین اردبیلی، علاءالدوله سمنانی، اوحدی مراغه‌ای، امین‌الدین بلیانی کازرونی، خواجوی کرمانی، عماد فقیه کرمانی، حافظ شیرازی، شاه نعمت‌الله ولی، قاسم انوار، داعی شیرازی، جامی، کمال الدین خوارزمی، جمالی اردستانی، سید محمد نوربخش، شمس الدین محمد لاهیجی.

### قرن دهم قمری تاکنون
رکود و تطور
دوره سوم تاریخ تصوف از قرن ده تا حال، دوره رکود و تطور تصوف و عرفان است و تصوف به شریعت نزدیک بلکه در هم آمیخته شد با پیدایش ملا صدرا عرفان با فلسفه به هم آمیخت. تصوف و عرفان طریقت مآب دستخوش تعدد در فرقه‌ها و فخرفروشی و مطالبه منافع دنیوی شد اما همواره علمای عارف روشن بین شیعه در تاریخ شیعه بدور از مظاهر و آداب تصوف و بدون نام تصوف (در این دوره معمولاً با نام عرفان)، عرفان اسلامی را ترویج می‌دادند که در این دوره بشکلی خاص و با تأکید برداشتن استاد (بجای مرشدی در تصوف) ادامه و نمونه بارز آن مکتب سید علی قاضی در عصر معاصر است.
قرن دهم به بعد قزلباشان صوفی نما اعتقاد مردم به تصوف را کم کرد و به علمای دین تمایل بیشتر نشان دادند.
قرن یازدهم و دوره صفویه عده‌ای از علما چون مجلسی دوم و محقق قمی و … صوفیه را رد می‌کردند اما شیخ بهایی، میر داماد، فندرسکی، ملا صدرا، مجلسی اول و فیض کاشانی فیلسوف و عارفان دین بودند و بنوعی به تصوف التفات می‌کردند اما از آداب طریقت و متظاهر تصوف بدور بودند. مخالفت بعضی علما با تصوف به طرد بعضی صوفیه انجامید. بعضی کتب در دفاع از تصوف هم نوشته آمد.

قرن دوازدهم، تصوف ایرانی به خارج ایران رفت و آثار متعددی پدید آمد و شروح زیادی بر مثنوی نوشته شد. از این قرن و قرن سیزدهم به بعد سلسله‌های صوفیه با اختلافات زیاد متعدد شد و مریدان به سود فرقه در کارهای حکومتی واداشته شدند.

## همچنین به بینید
- حافظ ابونعیم اصفهانی
- معین‌الدین چشتی
- سید اشرف جهانگیر سمنانی
- نظام‌الدین اولیا